# Франческо да Молин
Франческо да Молин или Франческо Молин (на италиански: Francesco Da Molin) е 99–ти венециански дож от 1646 до смъртта си през 1655 г.

## Произход
Франческо Молин е син на Марино Молин и Паола Барбарико. Много млад, той се посвещава на военна кариера, няколко пъти е капитан на кораб и през 1645 г. е генерал-капитан във войната срещу турците. Страда от подагра, което понякога му пречи да покаже пълните си способности.

## Управление
След смъртта на Франческо Ерицо за дож е избран Молин и още от първите дни на своето управление се заема да укрепи периферията на Венеция и Далмация, за да продължи войната с турците направо на османска територия.
През тези години венецианската армия постига някои победи като завладяването на крепостта Клис, считана за непревземаема (1648 г.), но това не успява да им донесе военно предимство. Въпреки че Венеция побеждава и флота, и пехотинците на османците, натискът срещу нея не отслабва, тъй като Османската империя може да разчита на голямо население, от което да попълва своите сили. Венецианските командири водят корабите си в пролива Дарданели, унищожавайки на няколко пъти османския флот, но без да стигнат до решителна победа. През 1654 и 1655 г. адмирал Лазаро Мочениго почти завладява Константинопол, но при инцидент губи живота си по време на третата военна експедиция към града през 1657 година.
Заради огромните разходи във войната Венеция е принудена да търси начини на финансиране – един от тях е продажбата на благороднически титли в замяна на 100 000 дуката. Това предизвиква грандиозен скандал, но дожът е много прагматичен и предпочита да осребри щедрите предложения на меркантилната класа, която по този начин има възможност да се присъедини към патрициите.
Молин умира на 27 февруари 1655 г.